# Петербургская шпалерная мануфактура

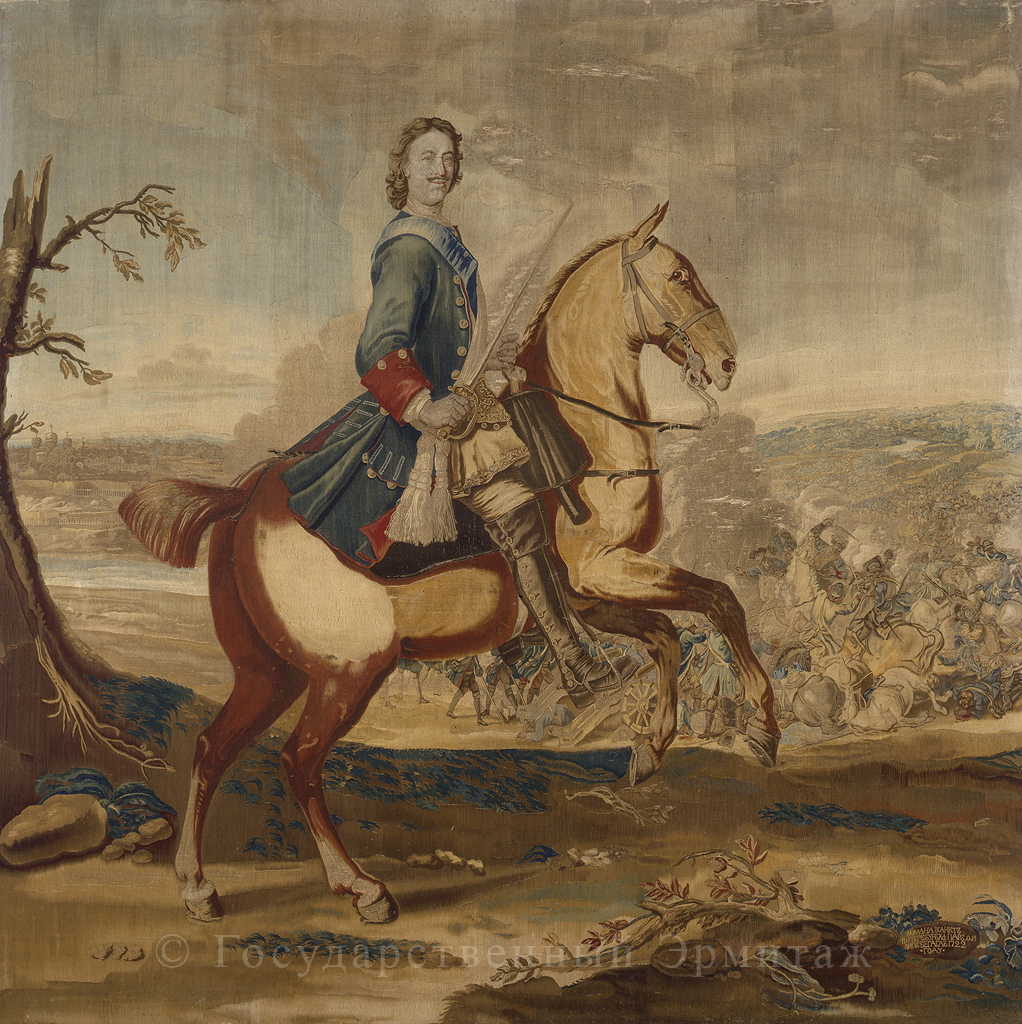
Шпалера «Полтавская баталия». Петербургская шпалерная мануфактура (по картону Л. Каравака ?). Начало XVIII века

Петербургская шпалерная мануфактура — первая мануфактура по производству шпалер для дворцовых интерьеров, основанная Петром I в Екатерингофе в 1717 году.

## Создание
Первое и единственное крупное предприятие в России по производству тканого текстиля было создано Петром I. Вблизи Екатерингофа уже действовала небольшая ткацкая мастерская. Но традиции шпалерного ткачества в России того времени отсутствовали, поэтому была сделана ставка на ткачей из Франции, славящейся своими шпалерами. В 1716 году в Париже с мастерами Королевской гобеленовой мануфактуры были заключены пятилетние контракты, согласно которым в России они не только должны были ткать шпалеры, но и обучать российских ткачей. В 1717 году в Петербург приехали ткачи-готлиссенеры (мастера, работавшие на вертикальных станах) И. Будрей, И. Гошер, П. Гриньон, Л. Вавок и басселиссеры (ткачи на горизонтальных станах) П. Камус и четверо его подмастерьев. В том же году из Франции прибыл Филипп Бегагль Младший (? — 1734), сын и ученик знаменитого мастера Филиппа Бегагля Старшего, организатора производства мануфактуры в Бове. Ранее считалось, что Бегагль-Отец также приезжал в Петербург и именно он организовал работу мануфактуры. Ныне этот факт подвергается сомнению. Бегагль-младший был назначен директором Петербургской шпалерной мануфактуры. В его обязанности входило и обучение русских мастеров. Общее художественное руководство осуществлял архитектор Ж.-Б. А. Леблон, также приехавший из Франции в 1716 году с множеством помощников.  
Известно, что русские ученики работали на мануфактуре с начала 1720-х годов.

## История
Одно из первых дошедших до настоящего времени изделий Петербургской мануфактуры, «Полтавская баталия», хранится в ГРМ. Эта шпалера является примером нового жанра в русском изобразительном искусстве — баталии. «Полтавскую баталию» ткал один из французских мастеров, Филипп Бегагль Младший, с 1719 по 1722 год, помогал ему русский ученик Иван Кобыляков. Шпалера представляет собой парадный портрет Петра I перед сражающимися войсками. Многоплановый фон построен с учётом специфики шпалеры — монументально-декоративного произведения.
В начале работы мануфактуры все материалы для шпалер ввозились из-за границы, её мастера испытывали недостаток в инструментах, а жалованье им не выплачивалось. Изделия подписывали только ткачи-иностранцы, сведения о русских учениках — Иване Кобылякове, Филате Кадышеве, Михайле Ахманове, Сергее Климове сохранились в архивных документах.
В 1720 году на берегу Фонтанки (дом 166) архитектором Николаем Гербелем был выстроен длинный каменный двухэтажный корпус — Калинкин работный дом. С 1722 года мануфактурой управляла Мануфактур-коллегия. В 1724 году на предприятии работало 139 человек. В 1730 году мануфактура переехала из Адмиралтейской части, на Первую Береговую улицу (дом 29), которая впоследствии стала называться Шпалерной. Пять мастерских с десятью станками и красильней расположились за Литейным двором.
30 января 1755 года по указу императрицы Елизаветы Петровны (ПСЗ, 1755 год, № 10348) Петербургская шпалерная мануфактура была передана в ведение Сената, а директором мануфактуры с окладом в 600 рублей был назначен Дмитрий Петрович Лобков.
С 1847 года директором Императорской шпалерной мануфактуры был надворный и коллежский советник Петр Николаевич Леонтьев (02.01.1813-11.03.1851). Окончательно упразднена указом с 1 июня 1858 года.